# Jack Watson (Politiker)

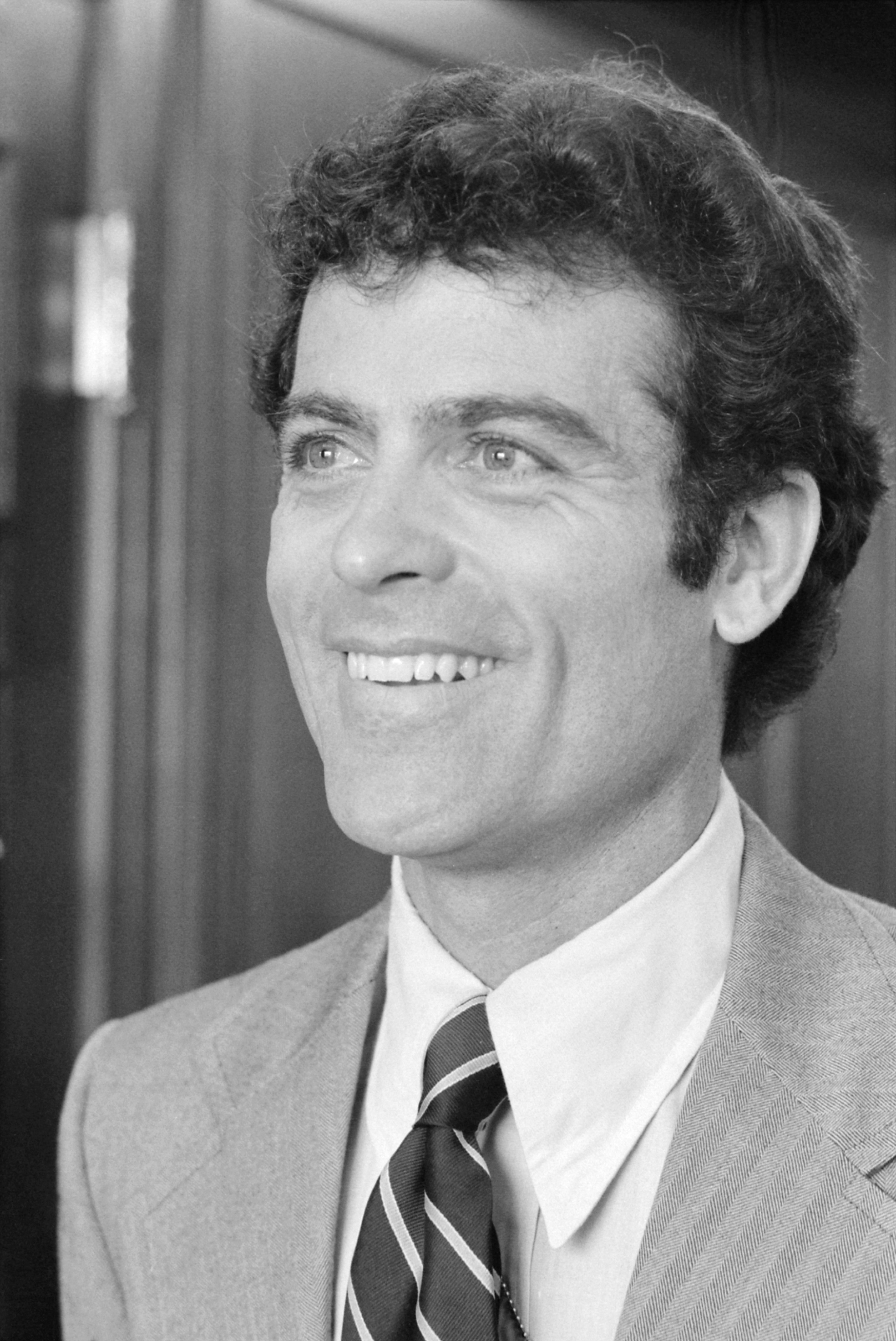
Jack Watson (23. Mai 1977)

Jack H. Watson Jr. (* 24. Oktober 1938 in El Paso, Texas) ist ein US-amerikanischer Jurist und Politiker (Demokratische Partei).

## Ausbildung
Jack Watson ist Phi-Beta-Kappa-Absolvent der Vanderbilt University in Nashville, Tennessee 1960. Nach dem Grundstudium trat er in das US Marine Corps ein, das er als Captain verließ. Nach dem Militärdienst machte er 1966 seinen Abschluss der Rechtswissenschaften an der Harvard Law School.

## Politische Laufbahn
Watsons politisches Engagement begann 1966 als Berater für die Stadt Atlanta im Bereich Kriminalitätsbekämpfung, als Leiter der Gesellschaft für psychische Erkrankungen von Atlanta, als Leiter des Beirates gegen Alkoholmissbrauch des Bundesstaates Georgia sowie von 1972 bis 1977 als Vorstand der Personalabteilung von Georgia. Im Jahr 1976 leitete Watson die Politische Planungsgruppe Carter-Mondale und wurde dann bei der Übergabe der Präsidentschaft von Gerald Ford an Jimmy Carter Leiter des Transitionsteams.
Unter Carter übernahm er Aufgaben als Berater des Präsidenten im Bereich Zwischenstaatliche Beziehungen, als Kabinettsekretär, sowie von 1980 bis 1981 als Stabschef des Weißen Hauses. Die Übergabe der Präsidentschaft von Jimmy Carter an Ronald Reagan wurde ebenfalls von ihm geleitet. Nach seinen Aufgaben im Weißen Haus arbeitete Watson zwischen 1986 und 2001 als Berater für verschiedene Regierungen sowie als Mitglied von diplomatischen Delegationen.

## Karriere als Rechtsanwalt
Watson begann seine berufliche Karriere 1966 als Rechtsanwalt und Partner (1972) bei der Anwaltskanzlei King & Spalding in Atlanta. Ab 1980 war er Seniorpartner der Kanzlei Long, Aldridge & Norman, ebenfalls in Atlanta ansässig. Dort arbeitete er als leitender Anwalt für Wirtschaftsrecht, Geschäftsführer der Prozessabteilung, und von 1993 bis 1998 als Leiter des Büros der Kanzlei in Washington, D.C. 1990 berief der Oberste Gerichtshof Georgias Watson zum Leiter der Schlichtungskommission, ein Amt, das er bis zum Jahr 2000 innehatte. Von Juni 1998 bis Januar 2000 war er als Rechtsstratege bei Monsanto tätig.